# Тихри (княжество)
Княжество Тихри (англ. Tehri) — княжество, зависимое от Британской Ост-Индской компании и Британской Индии, существовавшее на территории Гархвала в 1814—1948 годах. Королевство Гархвал, ослабленное голодом и землетрясением в конце XVIII века, было почти полностью захвачено непальцами, но восстановлено по результатам Сугаульского договора 1814 года, которым завершилась Англо-непальская война. 21 апреля 1815 года британцы согласились на создание княжества на территории западной части региона Гархвал штата Уттаракханд под властью Сударшан Шаха. Поскольку старая столица Гархвала, Шринагар, оказалась под британским контролем, новой столицей стал город Тихри, дав название княжеству, известному в народе как Тихри-Гархвал.
Сударшан Шах умер в 1859 году, власть перешла к Вхавани Шаху, а в 1872 году — к Пратар Шаху. Княжество имело площадь около 11 647 км², а население 268 885 человек (по состоянию на 1901 год). В 1919 году правитель Наренда Шах перенёс столицу из Тихри в новый город Нареда-Нагар.
Манабенда Шах, последний правитель княжества (1946—1948), лишился власти из-за присоединения княжества к Индийской республике 18 мая 1948 года, и остался членом 2-4-го и 10-14-го лок сабха от избирательного округа Тихри-Гархвал.